# Coenwulf
Coenwulf (també escrit Cenwulf, Kenulf, o Kenwulph) va ser rei de Mèrcia des del desembre del 796 fins a la seva mort el 821. Era descendent d'un germà del rei Penda, que va governar el país a mitjan segle VII. Va succeir Ecgfrith, el fill d'Offa, quan va morir d'una malaltia.
Durant el seu regnat va tenir una disputa amb l'arquebisbe Wulfred de Canterbury, que no volia que el rei fes nomenaments de càrrecs eclesiàstics, però el papa va donar la raó a Coenwulf. Un altre esdeveniment destacat va ser la rebel·lió d'Eadberht de Kent, després de la qual Kent va passar a ser territori de Mèrcia. Va tenir conflictes amb Northúmbria i els regnes de Gal·les, i va perdre el control que els seus avantpassats havien tingut sobre l'Ànglia de l'Est. El seu fill va ser monjo i més tard considerat sant, la seva filla va ser monja. El va succeir el seu germà, encara que en un document que porta d'escorcoll els historiadors, consta una altra persona.

## Ascendència
El nom del pare de Coenwulf era Cuthberht, i podria ser el mateix Cuthberht que consta com a ealdorman signant de testimoni en cartes de donacions del regnat d'Offa. La signatura de Coenwulf també consta en aquests documents. Segons la genealogia dels reis de Mèrcia de la compilació ànglia, Coenwulf era descendent d'un germà de Penda anomenat Cenwealh, del qual no hi ha més informació. També podria ser que es referís a Cenwealh de Wessex, que es va casar amb una germana de Penda, a la qual va repudiar més tard.
La família de Coenwulf potser tingués algun parentiu amb la família reial de Hwicce, un subregne de Mèrcia situat a la part baixa del riu Severn. Sembla que va ser una família poderosa, però la seva relació el llinatge reial de Mèrcia era llunyana. En una carta escrita per Alcuí de York al poble de Kent el 797 es diu que lamentablement «gairebé no queda ningú de l'antiga estirp dels reis». Eardwulf de Northúmbria va arribar al tron, igual com Coenwulf, l'any 796, per tant no és clar com interpretar la carta d'Alcuí, tant podria ser un menyspreu envers Eardwulf o adreçat Coenwulf o a tots dos. Alcué certament tenia un mal concepte sobre Coenwulf, al qual considerava un tirà i el va criticar per repudiar una esposa per tornar-se a casar. Alcuí va escriure a un noble de Mèrcia i li va demanar que saludés Coenwulf pacíficament i va afegir «si és que és possible fer-ho», tenint en compte que Acuí va ser conseller de Carlemany, el comentari podria voler dir que Coenwulf va tenir una política incerta envers els carolingis.

## Situació amb els regnes vassalls del sud
Els inicis del regnat de Coenwulf van estar marcats pel trencament del control de Mèrcia sobre els regnes anglosaxons del sud de la Gran Bretanya. A l'Ànglia de l'Est, el rei Eadwald va fer encunyar monedes en aquesta època, cosa que vol dir que ja no estava subjecte a Mèrcia. En un document del 799 sembla indicar que Wessex i Mèrcia no tenien lligams des d'un temps anterior a aquesta data, tot i que no és clar si aquest document és genuí.
Regne de Kent
A Kent, va començar una revolta, que probablement s'havia originat després de la mort d'Ecgfrith, o fins i tot abans, durant el regnat d'Offa. El líder de la revolta va ser Eadberht Præn, que havia estat exiliat a la cort de Carlemany; aquest aixecament molt probablement va tenir el suport dels carolingis. Eadberht va aconseguir ser rei de Kent, l'arquebisbe Æthelheard de Canterbury va abandonar la seu, i és probable que la catedral fos saquejada.
Coenwulf no estava disposat a emprendre una acció militar contra Kent sense tenir el reconeixement previ del papa Lleó III que donés a Eadberht com a usurpador del tron. L'argument per considerar que Eadberht no tenia dret a ocupar el tron era que havia estat sacerdot anteriorment. Coenwulf va escriure al papa i li va demanar que considerés fer de Londres la seu arquebisbal del sud en substitució de Canterbury; és possible que en les raons de Coenwulf estigués la pèrdua de control de Mèrcia sobre Kent. El papa no va voler canviar de lloc la seu, però en la mateixa carta li va donar la raó en el fet que l'ordenació com a sacerdot d'Eadberht el feia no apte per assumir el tron, cosa que seria un greu pecat.

| Dál Riata (1) Regne dels pictes (2) Gododdin (3) Northúmbria (4) Mèrcia (5) Ànglia de l'Est (6) Essex (7) Sussex (9) Kent (8) Wessex (10) | Gwent (11) Glywysing (12) Dumnònia (13) Brycheiniog (14) Dyfed (15) Ceredigion (16) Powys (17) Gwynedd (18) Rheged (20) Strathclyde (21) |

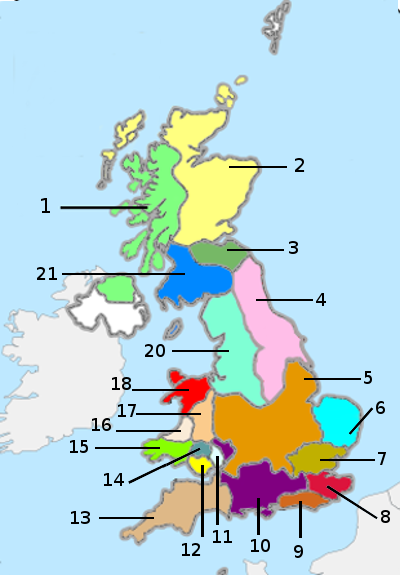
Mèrcia i els regnes veïns:
Dál Riata (1)
Regne dels pictes (2)
Gododdin (3)
Northúmbria (4)
Mèrcia (5)
Ànglia de l'Est (6)
Essex (7)
Sussex (9)
Kent (8)
Wessex (10)
Gwent (11)
Glywysing (12)
Dumnònia (13)
Brycheiniog (14)
Dyfed (15)
Ceredigion (16)
Powys (17)
Gwynedd (18)
Rheged (20)
Strathclyde (21)

Això va autoritzar Coenwulf a actuar contra Eadberht. Els mercis van capturar Eadberht, li van arrencar els ulls, li van tallar les mans i se'l van endur encadenat a Mèrcia, on va ser reclòs a Winchcombe, en una casa de religiosos de la qual la família de Coenwulf exercia el patronatge. El 801 Coenwulf va col·locar el seu germà Cuthred en el tron de Kent. Cuthred va governar fins a la seva mort el 807, després de la qual Coenwulf en va prendre el control i es feia nomenar en un document del 809 rex Merciorum atque provincie Cancie (rei de Mèrcia i de la província de Kent).
Regne d'Essex
El domini que Offa va exercir sobre el Regne d'Essex va continuar durant el regnat de Coenwulf. El rei Sigeric d'Essex va marxar a Roma el 798, i segons la Crònica anglosaxona va abdicar a favor del seu fill, Sigered. El nom de Sigered apareix com a testimoni en dues cartes de donacions de Coenwulf de l'any 811, però en la primera amb el títol de subregulus i en la segona amb el de dux, ambdós inferiors al de rei i per sota de Coenwulf.
Regne d'Ànglia de l'Est
Els esdeveniments a l'Ànglia de l'Est no estan tan clars, però encara que havien començat a encunyar moneda pròpia, això es va acabar vers el 805, any en què van fer monedes amb l'efígie de Coenwulf. Això podria voler dir que Coenwulf va restablir el domini en aquest regne.
Regne de Wessex
La represa de les relacions amistoses amb Wessex mantingudes en l'època de Beorhtric van fer un pas enrere quan aquest va morir i el tron de Wessex va passar a Egbert, qui, com Eadberht, havia estat exiliat a la cort de Carlemany. A la Crònica anglosaxona es diu que el mateix dia que Egbert va arribar al tron, un ealdorman de Hwicce anomenat Æthelmund va alçar un exèrcit que va travessar el Tàmesi fins a Kempsford però va ser derrotat per la gent de Wiltshire comandats per Weohstan, que també era un ealdorman. Egbert potser també tenia drets al tron de Kent, segons diu la crònica, però no va fer cap moviment per reuperar-lo durant el regnat de Coenwulf. Sembla que Egbert es va mantenir independent de Mèrcia des del comenament del seu regnat, i la independènia de Wessex significa que Coenwulf mai va ser capaç de tenir el lideratge sobre els estats del sud com havena tingut els reis Offa i Æthelbald. Tanmateix, va emprar el títol d'emperador en un document, el primer anglosaxó en fer-ho.

## Altres regnes veïns
Regnes de Gal·les

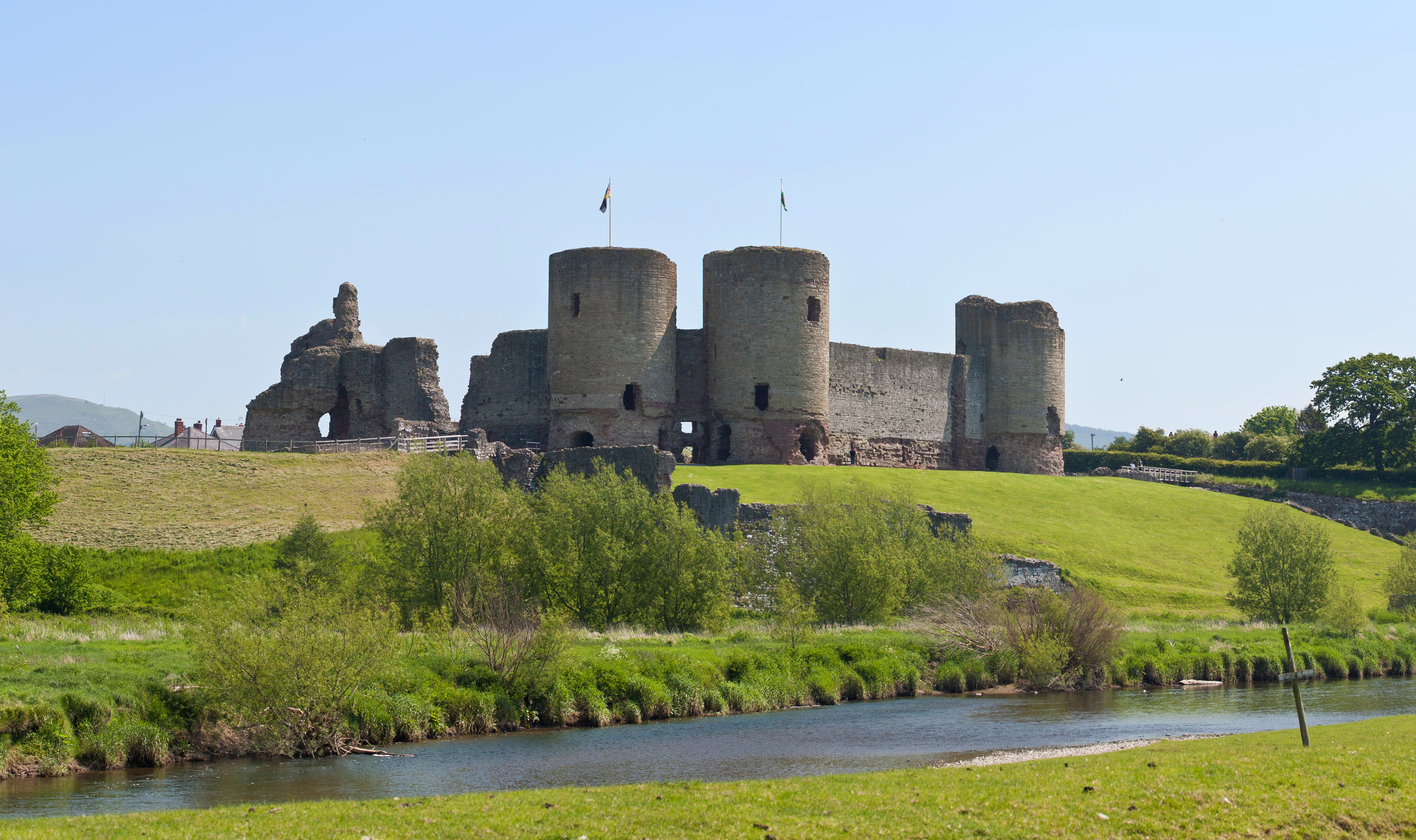
Castell de Rhuddlan

El 796 o el 797 els gal·lesos es van enfrontar amb l'exèrcit de Mèrcia per obtenir el domini del castell de Rhuddlan i ho van aconseguir. El 798 Coenwulf va envair i matar Caradog ap Meirion, rei de Gwynedd. En la dècada del 810 va esclatar una guerra civil a Gwynedd que va acabar amb la successió de Hywel ap Caradog el 816 o el 817, i Coenwulf els va tornar a envair, però aquesta vegada també va atacar Snowdonia i es va apoderar e Rhufuniog, un petit territori gal·lès a prop de Rhos. No està lar si els mercis van participar en una batalla a Anglesey l'any 817 o el 818, però l'any següent Coenwulf i el seu exèrcit van devastar Dyfed.
Northúmbria
El rei Æthelred de Northúmbria va morir assassinat l'abril del 796, i menys d'un mes després, Osbald va ser deposat en favor d'Eardwulf. Eardwulf va matar Alhmund l'any 800; que era el fill del rei Alhred de Northúmbria (765 — 774). Alhmund es va considerar un màrtir i el seu culte es practicava a Derby, en terrtori de Mèrcia, cosa que potser vol dir que Mèrcia estava implicada en la política de Northúmbria en aquella època. Coenwulf va donar acolliment als enemics d'Eardwulf que s'havien exiliat del seu país i, en conseqüència, Eardwulf va envair Mèrcia l'any 801. La invasió no va ser definitiva com esperava el rei de Northúmbria i es va arribar a un acord de pau en termes d'igualtat. Coenwulf podria haver estat al darrere del cop d'estat del 806 que va fer que Eardwulf perdés el seu tron, i és possible que continués donant supot als seus enemics quan aquest el va recuperar l'any 808.

## Relacions amb l'Església

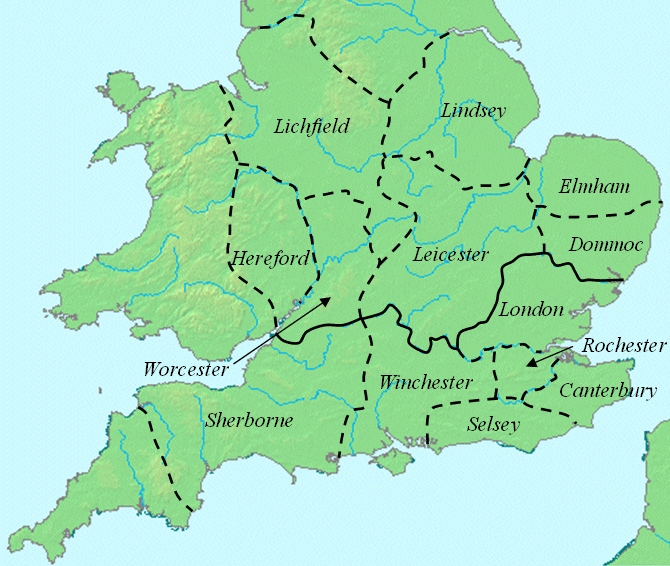
Les diòcesi de l'època de Coenwulf.

L'any 787, Offa va convèncer els membres de l'Església de crear un nou arquebisbat amb seu a Lichfield, el resultat de dividir l'arxidiòcesi de Canterbury. La nova arxidiòcesi incloïa les seus de: Worcester, Hereford, Leicester, Lindsey, Dommoc i Elmham, que eren els territoris centrals de la Gran Bretanya; mentre que la de Canterbury es quedava amb les seus del sud i sud-est. Hygeberht, va ser el primer i l'únic bisbe d'aquesta nova arxidiòcesi.
Hi ha dues versions sobre quins fets van dur a la creació de la nova arxiciòcesi, que es poden veure en un intercanvi de cartes entre Coenwulf i el papa Lleó III l'any 798. Coenwulf deia en la seva carta que, en realitat el rei Offa volia que es creés una nova arxidiòcesi per fer mal aenemistat amb Jaenberht, l'arquebisbe de Canterbury amb el qual tenia enemistat; però el papa va respondre que l'únic motiu pel qual va estar d'acord amb aquesta creació va ser la grandària del regne de Mèrcia. Tant la versió de Coenwulf com la del papa Lleó són explicacions partidistes, ja que cadascun tenia raons pròpies per interpretar la situació a la seva manera: Coenwulf volia convèncer el papa de fer Londres l'única arxidiòcesi del sud, mentre que el papa volia evitar semblar còmplice de les indignes motivacions que Coenwulf imputava a Offa.
El desig de Coenwulf per traslladar la seu de l'arquebisbat del sud a Londres podria estar influït per la situació a Kent, d'on l'arquebisbe Æthelheard s'havia vist forçat a fugir amenaçat pel rei de Kent. Si la seu es traslladava a Londres, estaria sota el control de Coenwulf, que en aquella època era una ciutat de Mèrcia i Kent encara no estava sujugada a Mèrcia. Æthelheard, que havia succeït a l'arquebisbe Jænberht l'any 792, havia estat abat del mmonestir de Louth, a Lindsey. El 18 de gener del 802 Æthelheard va rebre l'ordre papal que restablia la seva autoritat sobre totes les esglésies de l'arxidiòcesi de Lichfield i les de Canterbury. Æthelheard va convocar un concili a Clovesho el 12 d'octubre del 803 que finalment va acabar amb l'estatus arquebisbal de Lichfield. Però sembla que a Hygeberht ja l'havien desposseït del seu càrrec; ja que en va assistir com a cap de l'Església de Mèrcia i en canvi va signar com a abat.
L'arquebisbe Æthelheard va morir el 805 i va ser succeït per Wulfred. Aquest nou arquebisbe va rebre permís per encunyar monedes que no portessin el nom de Coenwulf en el revers, probablement això sigui un indicador de la bona relació entre Wulfred i el rei. El 808 hi va haver alguna mena de desavinència: en una carta del papa Lleó adreçada a Carlemany deia que Coenwulf encara no havia fet les paus amb Wulfred. Després d'això no es té notícia de cap altra disputa fins al 816, quan Wulfred va presidir un concili en què atacava el control laic sobre els edificis religiosos. El concili, celebrat a Kensington i Chelsea, va acordar que Coenwulf no tindria dret a fer nomenaments en monestirs ni convents, tot i que tant el papa Lleó com el seu predecessor, el papa Adrià I, havien donat a Offa i a Coenwulf el dret a fer-ho. El tema hauria sorgit quan poc abans del concili, Coenwulf va nomenar la seva filla Cwoenthryth, abadessa del convent de Minster-in-Thanet. El papa Lleó va morir el 816, i el seu successor, Esteve IV, va morir el següent mes de gener; el nou papa, Pasqual I va confirmar el dret de Coenwulf a fernomenaments, però això no va acabar amb la disputa. El 817 Wulfred va signar en dues cartes de donació en què Coenwulf concedia terres a Deneberht, bisbe de Worcester, però no hi ha més documents que aportin informació sobre la feina de Wulfred durant la resta del regnat de Coenwulf. Segons una crònica, la disputa entre Wulfred i Coenwulf va fer que Wulfred quedés desposseït del seu càrrec durant sis anys i no se'n van poder fer batejos durant aquella època,però això bé podria ser una exageració, ja que quatre anys era el càstig que els papes acostumaven a imposar.
El 821 va ser l'any de la mort de Coenwulf i es va celebrar un concili a Londres en què Coenwulf amençava amb exiliar Wulfred si l'arquebisbat no li transferia una finca de 300 hides i feia un pagament de 120 lliures al rei. Wulfred va estar d'acord en el concili, però el conflicte va continuar després de la mort del rei fins que Wulfred i la filla de Coenwulf van arribar a un enteniment el 826 o el 827. Això no obstant, Wulfred va oficiar la consagració del germà de Coenwulf, Ceolwulf, el 17 de setembre del 822, per tant potser ja havien arribat a un acord en aquell temps i Wulfred va tornar al seu càrrec d'arquebisbe a començaments d'any.

## Matrimonis i successió

Arbre genealògic de Coenwulf.

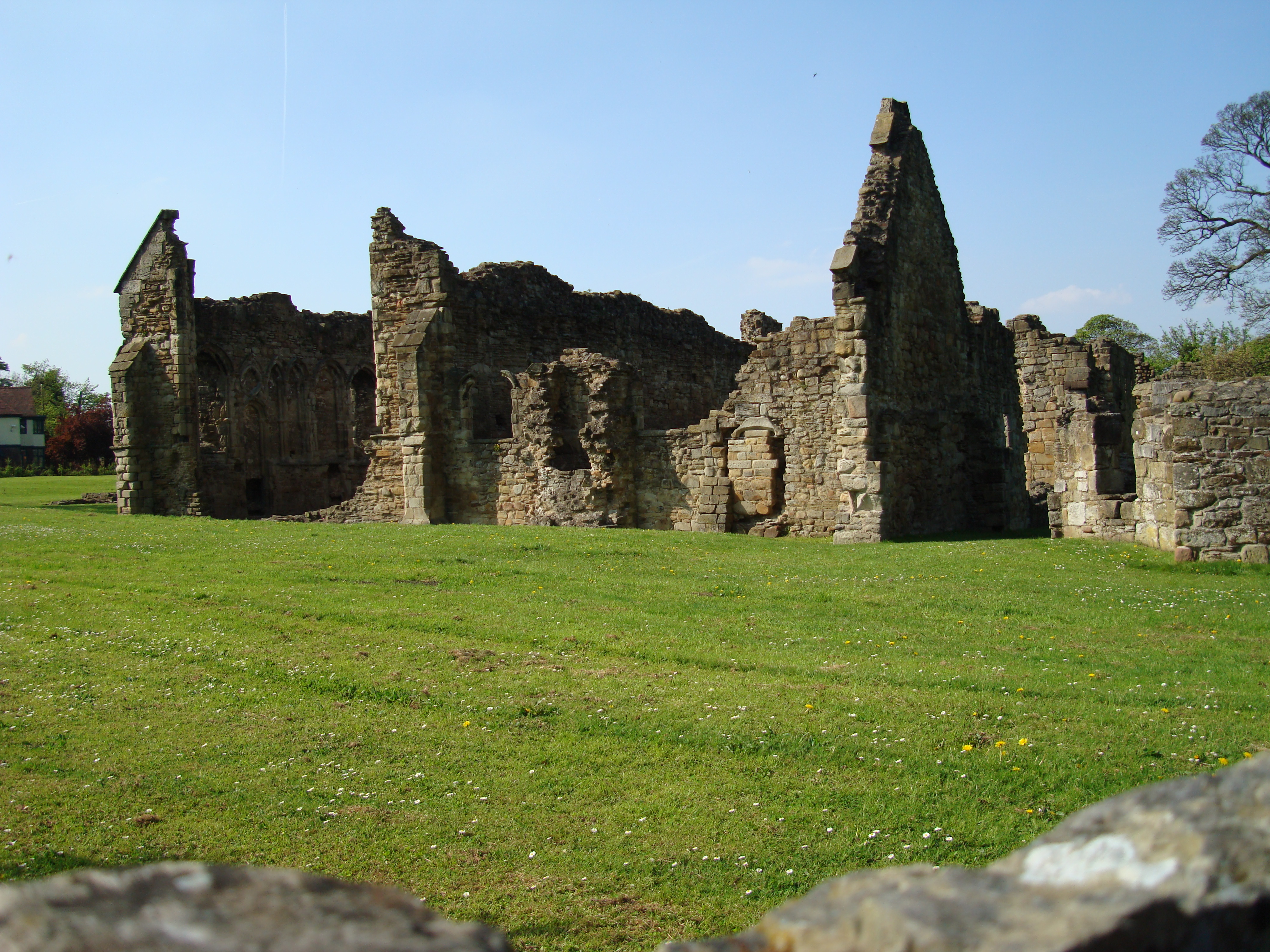
Ruïnes de l'abadia de Basingwerk.

En un document del 799 s'esmenta una esposa de Coenwulf anomenada Cynegyth; el document és una falsificació però la dada podria ser certa. Una altra anomenada Ælfthryth és la que consta en altres documents més fiables, un del 804 i un altre del 817. La filla de Coenwulf, Cwoenthryth, li va sobreviure i va heretar el monestir de Winchcombe, que Coenwulf havia establert com a part del seu patrimoni. Cwoenthryth es va veure embolicada després en una llarga disputa amb l'arquebisbe Wulfred sobre qui tenia drets en aquell monestir. Coenwulf també va tenir un fill, Cynehelm, que més tard va ser conegut com a sant, al qual es va retre culte des d'almenys el 970. Segons el biògraf d'Alfred el Gran, el monjo gal·lès Asser, l'esposa d'Alfred era descendent directa de Coenwulf per part de la seva mare, Eadburh, però Asser no diu quin dels fills de Coenwulf era l'avantpassat de l'esposa d'Alfred.
Coenwulf va morir el 821 a l'abadia de Basingwerk, situada a Holywell, Flintshire, probablement mentre feia les preparacions per una campanya contra els gal·lesos que el seu germà, Ceolwulf i successor, va emprendre l'any següent. En un document de mitjan segle xi es diu que Cynehelm el va succeir breument en el tron però només era un noi i el va matar el seu tutor Æscberht a petició de Cwoenthryth, però no tots els historiadors accepten aquesta versió.